# Campionati europei di nuoto in vasca corta 2000
Gli ottavi Campionati europei di nuoto in vasca corta si sono svolti a Valencia (Spagna) dal 14 al 17 dicembre 2000.

## Medagliere
| Posizione | Paese       | Oro | Argento | Bronzo | Totale |
| --------- | ----------- | --- | ------- | ------ | ------ |
| 1         | Svezia      | 10  | 4       | 2      | 16     |
| 2         | Italia      | 7   | 1       | 1      | 9      |
| 3         | Germania    | 5   | 5       | 2      | 12     |
| 4         | Rep. Ceca   | 3   | 3       | 3      | 9      |
| 5         | Slovacchia  | 3   | 0       | 1      | 4      |
| 6         | Regno Unito | 2   | 7       | 10     | 19     |
| 7         | Ucraina     | 2   | 1       | 2      | 5      |
| 8         | Islanda     | 2   | 1       | 0      | 3      |
| 9         | Russia      | 1   | 3       | 1      | 5      |
| 10        | Polonia     | 1   | 2       | 1      | 4      |
| 1O        | Croazia     | 1   | 2       | 1      | 4      |
| 12        | Slovenia    | 1   | 0       | 3      | 4      |
| 13        | Svizzera    | 1   | 0       | 1      | 2      |
| 14        | Francia     | 1   | 0       | 0      | 1      |
| 15        | Spagna      | 0   | 4       | 2      | 6      |
| 16        | Danimarca   | 0   | 2       | 1      | 3      |
| 17        | Estonia     | 0   | 1       | 0      | 1      |
| 17        | Finlandia   | 0   | 1       | 0      | 1      |
| 19        | Norvegia    | 0   | 0       | 3      | 3      |
| 20        | Israele     | 0   | 0       | 1      | 1      |
| 20        | Lituania    | 0   | 0       | 1      | 1      |
| 20        | Austria     | 0   | 0       | 1      | 1      |

## Piscina 25 m

### 50 m stile libero
| Posizione | Atleta             | Paese       | Tempo |
| --------- | ------------------ | ----------- | ----- |
|           | Stefan Nystrand    | Svezia      | 21.52 |
|           | Mark Foster        | Regno Unito | 21.60 |
|           | Oleksandr Volynec' | Ucraina     | 21.70 |

| Posizione | Atleta                | Paese       | Tempo |
| --------- | --------------------- | ----------- | ----- |
|           | Therese Alshammar     | Svezia      | 24.09 |
|           | Alison Sheppard       | Regno Unito | 24.48 |
|           | Anna-Karin Kammerling | Svezia      | 24.75 |

### 100 m stile libero
| Posizione | Atleta          | Paese    | Tempo |
| --------- | --------------- | -------- | ----- |
|           | Stefan Nystrand | Svezia   | 47.56 |
|           | Denis Pimankov  | Russia   | 47.69 |
|           | Karel Nový      | Svizzera | 47.87 |

| Posizione | Atleta            | Paese      | Tempo |
| --------- | ----------------- | ---------- | ----- |
|           | Therese Alshammar | Svezia     | 53.13 |
|           | Johanna Sjöberg   | Svezia     | 53.82 |
|           | Martina Moravcová | Slovacchia | 53.97 |

### 200 m stile libero
| Posizione | Atleta                | Paese       | Tempo   |
| --------- | --------------------- | ----------- | ------- |
|           | Massimiliano Rosolino | Italia      | 1:44.63 |
|           | Květoslav Svoboda     | Rep. Ceca   | 1:45.27 |
|           | Paul Palmer           | Regno Unito | 1:46.24 |

| Posizione | Atleta            | Paese       | Tempo   |
| --------- | ----------------- | ----------- | ------- |
|           | Martina Moravcová | Slovacchia  | 1:56.51 |
|           | Karen Pickering   | Regno Unito | 1:57.22 |
|           | Karen Legg        | Regno Unito | 1:57.60 |

### 400 m stile libero
| Posizione | Atleta                | Paese       | Tempo      |
| --------- | --------------------- | ----------- | ---------- |
|           | Massimiliano Rosolino | Italia      | 3:39.59 RE |
|           | Paul Palmer           | Regno Unito | 3:44.80    |
|           | Květoslav Svoboda     | Rep. Ceca   | 3:47.36    |

| Posizione | Atleta           | Paese       | Tempo   |
| --------- | ---------------- | ----------- | ------- |
|           | Irina Oufimtseva | Russia      | 4:06.71 |
|           | Jana Pechanová   | Rep. Ceca   | 4:09.52 |
|           | Rebecca Cooke    | Regno Unito | 4:10.80 |

### 800 m stile libero
| Posizione | Atleta           | Paese       | Tempo   |
| --------- | ---------------- | ----------- | ------- |
|           | Chantal Strasser | Svizzera    | 8:27.23 |
|           | Rebecca Cooke    | Regno Unito | 8:29.24 |
|           | Jana Pechanová   | Rep. Ceca   | 8:31.17 |

### 1500 m stile libero
| Posizione | Atleta                | Paese   | Tempo       |
| --------- | --------------------- | ------- | ----------- |
|           | Massimiliano Rosolino | Italia  | 14:36.93 RE |
|           | Frederik Hviid        | Spagna  | 14:53.93    |
|           | Igor Chervynskyi      | Ucraina | 14:56.36    |

### 50 m dorso
| Posizione | Atleta             | Paese    | Tempo |
| --------- | ------------------ | -------- | ----- |
|           | Ante Mašković      | Croazia  | 24.60 |
|           | Örn Arnarson       | Islanda  | 24.81 |
|           | Darius Grigalionis | Lituania | 24.82 |

| Posizione | Atleta            | Paese     | Tempo |
| --------- | ----------------- | --------- | ----- |
|           | Ilona Hlaváčková  | Rep. Ceca | 27.84 |
|           | Nina Živanevskaja | Spagna    | 28.10 |
|           | Daniela Samulski  | Germania  | 28.12 |

### 100 m dorso
| Posizione | Atleta            | Paese   | Tempo    |
| --------- | ----------------- | ------- | -------- |
|           | Örn Arnarson      | Islanda | 52.28 RE |
|           | Gordan Kožulj     | Croazia | 52.57    |
|           | Przemyslan Wilant | Polonia | 53.21    |

| Posizione | Atleta            | Paese       | Tempo   |
| --------- | ----------------- | ----------- | ------- |
|           | Ilona Hlaváčková  | Rep. Ceca   | 58.82   |
|           | Katy Sexton       | Regno Unito | 1:00.04 |
|           | Nina Živanevskaja | Spagna      | 1:00.09 |

### 200 m dorso
| Posizione | Atleta        | Paese    | Tempo   |
| --------- | ------------- | -------- | ------- |
|           | Örn Arnarson  | Islanda  | 1:52.90 |
|           | Gordan Kožulj | Croazia  | 1:53.50 |
|           | Blaž Medvešek | Slovenia | 1:54.61 |

| Posizione | Atleta            | Paese       | Tempo   |
| --------- | ----------------- | ----------- | ------- |
|           | Joanna Fargus     | Regno Unito | 2:08.19 |
|           | Nina Živanevskaja | Spagna      | 2:09.15 |
|           | Anja Čarman       | Slovenia    | 2:10.71 |

### 50 m rana
| Posizione | Atleta              | Paese     | Tempo |
| --------- | ------------------- | --------- | ----- |
|           | Domenico Fioravanti | Italia    | 27.11 |
|           | Mark Warnecke       | Germania  | 27.11 |
|           | Daniel Malek        | Rep. Ceca | 27.11 |

| Posizione | Atleta                 | Paese    | Tempo |
| --------- | ---------------------- | -------- | ----- |
|           | Emma Ingelström        | Svezia   | 31.26 |
|           | Agnieszka Braszkiewicz | Polonia  | 31.55 |
|           | Anne-Mari Gulbrandsen  | Norvegia | 31.70 |

### 100 m rana
| Posizione | Atleta              | Paese       | Tempo   |
| --------- | ------------------- | ----------- | ------- |
|           | Domenico Fioravanti | Italia      | 58.89   |
|           | Daniel Malek        | Rep. Ceca   | 59.67   |
|           | Darren Mew          | Regno Unito | 1:00.04 |

| Posizione | Atleta                | Paese    | Tempo   |
| --------- | --------------------- | -------- | ------- |
|           | Alicja Pęczak         | Polonia  | 1:06.95 |
|           | Emma Igelström        | Svezia   | 1:07.14 |
|           | Anne-Mari Gulbrandsen | Norvegia | 1:08.17 |

### 200 m rana
| Posizione | Atleta              | Paese     | Tempo      |
| --------- | ------------------- | --------- | ---------- |
|           | Stephan Perrot      | Francia   | 2:07.58 RE |
|           | Domenico Fioravanti | Italia    | 2:08.76    |
|           | Daniel Malek        | Rep. Ceca | 2:08.86    |

| Posizione | Atleta                | Paese    | Tempo   |
| --------- | --------------------- | -------- | ------- |
|           | Emma Igelström        | Svezia   | 2:24.05 |
|           | Alicja Pęczak         | Polonia  | 2:24.17 |
|           | Anne-Mari Gulbrandsen | Norvegia | 2:25.55 |

### 50 m delfino
| Posizione | Atleta              | Paese       | Tempo |
| --------- | ------------------- | ----------- | ----- |
|           | Mark Foster         | Regno Unito | 23.31 |
|           | Jere Hård           | Finlandia   | 23.48 |
|           | Jorge Luis Ulibarri | Spagna      | 23.61 |

| Posizione | Atleta                | Paese     | Tempo    |
| --------- | --------------------- | --------- | -------- |
|           | Anna-Karin Kammerling | Svezia    | 25.60 RM |
|           | Karen Egdal           | Danimarca | 26.72    |
|           | Johanna Sjöberg       | Svezia    | 26.74    |

### 100 m delfino
| Posizione | Atleta           | Paese    | Tempo |
| --------- | ---------------- | -------- | ----- |
|           | Thomas Rupprath  | Germania | 51.31 |
|           | Lars Frölander   | Svezia   | 51.76 |
|           | Anatoly Polyakov | Russia   | 52.54 |

| Posizione | Atleta            | Paese      | Tempo    |
| --------- | ----------------- | ---------- | -------- |
|           | Martina Moravcová | Slovacchia | 57.54 RE |
|           | Johanna Sjöberg   | Svezia     | 57.86    |
|           | Mette Jacobsen    | Danimarca  | 58.91    |

### 200 m delfino
| Posizione | Atleta           | Paese       | Tempo   |
| --------- | ---------------- | ----------- | ------- |
|           | Thomas Rupprath  | Germania    | 1:53.28 |
|           | Anatoly Polyakov | Russia      | 1:54.01 |
|           | Stephen Parry    | Regno Unito | 1:54.37 |

| Posizione | Atleta          | Paese     | Tempo      |
| --------- | --------------- | --------- | ---------- |
|           | Annika Mehlhorn | Germania  | 2:05.77 RE |
|           | Mette Jacobsen  | Danimarca | 2:07.70    |
|           | Petra Zahrl     | Austria   | 2:09.29    |

### 100 m misti
| Posizione | Atleta        | Paese    | Tempo |
| --------- | ------------- | -------- | ----- |
|           | Peter Mankoč  | Slovenia | 54.14 |
|           | Indrek Sei    | Estonia  | 54.22 |
|           | Davide Cassol | Italia   | 55.10 |

| Posizione | Atleta            | Paese       | Tempo   |
| --------- | ----------------- | ----------- | ------- |
|           | Martina Moravcová | Slovacchia  | 1:00.58 |
|           | Annika Mehlhorn   | Germania    | 1:01.21 |
|           | Sue Rolph         | Regno Unito | 1:01.25 |

### 200 m misti
| Posizione | Atleta                | Paese    | Tempo   |
| --------- | --------------------- | -------- | ------- |
|           | Massimiliano Rosolino | Italia   | 1:56.62 |
|           | Christian Keller      | Germania | 1:57.68 |
|           | Peter Mankoč          | Slovenia | 1:58.14 |

| Posizione | Atleta         | Paese       | Tempo   |
| --------- | -------------- | ----------- | ------- |
|           | Yana Klochkova | Ucraina     | 2:10.75 |
|           | Oxana Verevka  | Russia      | 2:12.15 |
|           | Sue Rolph      | Regno Unito | 2:12.28 |

### 400 m misti
| Posizione | Atleta            | Paese   | Tempo   |
| --------- | ----------------- | ------- | ------- |
|           | Alessio Boggiatto | Italia  | 4:10.61 |
|           | Frederik Hviid    | Spagna  | 4:12.94 |
|           | Michael Halika    | Israele | 4:13.48 |

| Posizione | Atleta          | Paese       | Tempo   |
| --------- | --------------- | ----------- | ------- |
|           | Yana Klochkova  | Ucraina     | 4:35.11 |
|           | Annika Mehlhorn | Germania    | 4:39.02 |
|           | Rachael Corner  | Regno Unito | 4:40.11 |

### 4 x 50 m stile libero
| Posizione | Atleta                                                     | Paese       | Tempo   |
| --------- | ---------------------------------------------------------- | ----------- | ------- |
|           | Joakim Dahl Stefan Nystrand Lars Frölander Claes Andersson | Svezia      | 1:27.52 |
|           | Thomas Winkler Stephan Kunzelmann Stefan Erbst Sven Guske  | Germania    | 1:27.81 |
|           | Anthony Howard Mark Foster Stephen Parry MAtthew Kidd      | Regno Unito | 1:28.18 |

| Posizione | Atleta                                                                  | Paese       | Tempo      |
| --------- | ----------------------------------------------------------------------- | ----------- | ---------- |
|           | Annika Lofstedt Therese Alshammar Johanna Sjöberg Anna-Karin Kammerling | Svezia      | 1:38.21 RM |
|           | Alison Sheppard Sue Rolph Karen Pickering Rosalind Brett                | Regno Unito | 1:38.39    |
|           | Britta Steffen Daniela Samulski Petra Dallman Verena Witte              | Germania    | 1:39.63    |

### 4 x 50 m misti
| Posizione | Atleta                                                               | Paese    | Tempo   |
| --------- | -------------------------------------------------------------------- | -------- | ------- |
|           | Thomas Rupprath Mark Warnecke Sebastian Halgasch Thomas Winkler      | Germania | 1:36.23 |
|           | Volodymyr Nikolajčuk Oleh Lisohor Andrij Serdinov Oleksandr Volynec' | Ucraina  | 1:37.48 |
|           | Ante Mašković Vanja Rogulj Tomislav Karlo Duje Draganja              | Croazia  | 1:37.71 |

| Posizione | Atleta                                                                 | Paese       | Tempo      |
| --------- | ---------------------------------------------------------------------- | ----------- | ---------- |
|           | Therese Alshammar Emma Igelström Anna-Karin Kammerling Johanna Sjöberg | Svezia      | 1:48.31 RM |
|           | Daniela Samulski Sylvia Gerasch Marletta Uhle Petra Dallman            | Germania    | 1:50.96    |
|           | Sarah Price Heidi Earp Rosalind Brett Alison Sheppard                  | Regno Unito | 1:51.20    |